# Rose Marie Bravo
Rose Marie Bravo (* 13. Januar 1951) ist eine US-amerikanische Managerin, die als Leiterin verschiedener großer Modeunternehmen bekannt wurde. Gegenwärtig ist sie Vizevorsitzende im Vorstand des britischen Unternehmens Burberry, das sie von 1997 bis 2006 leitete.
Bravo kam als Tochter eines italienischstämmigen Friseurs mit eigenem Salon in New York City zur Welt und besuchte die Bronx High School of Science und die Fordham University im Stadtteil Bronx. Im Anschluss an ihren cum-laude-Abschluss in englischer Literatur erlangte sie Erfahrung im Modegeschäft als Einkäuferin für das Kaufhaus Abraham and Strauss in Long Island 1971, Macy’s 1974 und nach dessen Ankauf von I. Magnin dort bis zu dem Bankrott von Macy’s 1992. Nach fünf Jahren als Chefin bei Saks Fifth Avenue entschied sich Burberry, sie als Chief Executive zu rekrutieren, wo sie einen umfassenden Erneuerungsprozess in Gang setzte.
Zum Erfolg ihrer Strategie trugen auch die Verpflichtung von Kate Moss als Werbeträger und die Einstellung des damals bei Gucci verpflichteten Designers Christopher Bailey bei. Die Produktpalette wurde stark vergrößert, besonders die neu geschaffene Parfümsparte traf auf große Kundenresonanz.
Unter Bravos Ägide gelang Burberry der Schritt in den US-Markt. Der Umsatz verdoppelte sich von 470 Millionen auf eine Milliarde US-Dollar. Für die Gewinne gilt Entsprechendes, so verdoppelte sich der Profit beispielsweise im Halbjahr vor dem 30. September 2003 auf 115 Millionen US-Dollar.
Infolge ihrer erfolgreichen Tätigkeit bei Burberry wurde sie als eine der einflussreichsten Frauen in der Wirtschaft angesehen. Das Wall Street Journal nannte sie 2004 in seiner Aufstellung von 50 herausragenden weiblichen Wirtschaftsführern, die US-amerikanische Fortune platzierte sie 2004 wie auch 2005 auf Platz 13 der nach Meinung des Blattes 50 mächtigsten Frauen der Geschäftswelt außerhalb der Vereinigten Staaten.
2005 gab Burberry bekannt, dass Bravo ihren Posten an die vormalige Liz-Claiborne-Managerin Angela Ahrendts abgeben werde. Nach deren halbjährigen Einarbeitungsphase übernahm Bravo Mitte 2006 die Rolle der stellvertretenden Geschäftsführerin.